# Arje Bahir
Arje Bahir (hebr.: אריה בהיר, ang.: Aryeh Bahir, ur. 1 maja 1906 w Odessie, zm. 13 września 1970) – izraelski polityk, poseł do Knesetu – w latach 1949–1951 i 1955–1959 z listy Mapai, w latach 1967–1969 z listy Rafi.
W wyborach parlamentarnych w 1949 po raz pierwszy dostał się do izraelskiego parlamentu. W 1951 nie uzyskał reelekcji, ale w 1955 ponownie dostał się do Knesetu z listy Mapai. W 1965 bezskutecznie kandydował z listy Rafi, do  szóstego Knesetu trafił ostatecznie 20 lutego 1967 po rezygnacji Jizhara Smilanskiego. Zasiadał w Knesetach I, III i VI kadencji.